# 김우철 (작가)
김우철(金宇哲, 1915년 9월 20일 ~ 1959년 6월 17일)은 조선민주주의인민공화국의 아동문학가, 시인이다. 백은성이라는 필명을 사용하기도 하였다.

## 생애
신의주 고등보통학교 시절부터 습작 활동을 하면서 '백은성'이라는 필명으로 동요를 창작하여 발표하였다. 해방 전에는 프롤레타리아 아동문학에 관심을 가져 프롤레타리아 아동문학 연구회에 성원으로 활동하여 《별나라》, 《신소년》 등에 작품을 발표했다. 1934년 카프 사건으로 검거되었으며 카프 해산 후에는 시와 평론을 주로 발표했다. 북한에서는 문학예술총동맹 평안북도 위원회 위원장을 역임했고 다수의 시를 발표했다. 한국 전쟁 때도 종군 시인으로 활동해 여러 작품을 발표했다.

## 참고자료
- 신형기, 오성호, 이선미 엮음, 《한국 문학 전집 북한 문학》(2007, 문학과 지성사)